# Феррари, Джузеппе
Джузеппе Феррари (итал. Giuseppe Ferrari; 7 марта 1811, Милан — 2 июля 1876, Рим) — итальянский революционный демократ, публицист и философ.

## Биография
Ученик Романьози. Окончил юридический факультет в Павии. Профессор в Турине, Милане и Риме. В 1838—1859 годах (с перерывами) жил во Франции. В 1845—1848 годах на страницах французских журналов выступал с резкой критикой неогвельфизма итальянских либералов, призывавших к союзу национально-освободительного движения с католической церковью и к созданию федерации итальянских государств во главе с римским папой. Феррари считал, что спасение Италии в революции. Однако он предполагал, что объединение Италии может быть достигнуто лишь в весьма далёком будущем, и поэтому призывал к локальным революциям внутри каждого итальянского государства, к провозглашению в этих государствах республик и созданию затем федерации итальянских государств. В полемике, развернувшейся между итальянскими демократами после поражения Революции 1848—1849, Феррари выдвинул свою концепцию итальянской национальной революции. Он считал, что революция должна быть не только политической, но и социальной, способной провести прогрессивный аграрный закон и освободить итальянский народ от любой формы угнетения. В 1851 году Феррари пытался создать партию левых демократов, более радикальную, чем Итальянский национальный комитет Джузеппе Мадзини.
По своим философским взглядам близок к позитивизму.
В одной из своих работ («La China e l’Europa») Феррари предвидел возникновение сверхдержав, утверждая, что их возникновение приведет к утрате доминирующего положения Европы в пользу России и Америки, а позднее в пользу Китая.

## Сочинения
- Vico et Italie (Paris, 1839)
- La Federazione repubblicana, 1851
- La Filosofia della rivoluzione, 1851
- L’Italia dopo il colpo di Stato del 2 dicembre 1851, 1852
- Teoria dei periodici politici. Mil., 1874.